# Абалос, Хосе Луис
Хосе́ Луи́с А́балос Ме́ко (англ. José Luis Ábalos Meco; род. 9 декабря 1959, Торренте, провинция Валенсия) — испанский политик, член ИСРП. Депутат нижней палаты испанского парламента IX—XII созывов. В 2018—2020 годах занимал должность министра развития в правительстве Педро Санчеса.
С 1976 года Хосе Луис Абалос состоял в Союзе молодых коммунистов Испании, в 1978 году вступил в Коммунистическую партию Испании, в 1981 году — в ИСРП. Занимал различные руководящие должности в социалистической партии Валенсии. По профессии учитель начальной школы. С 2009 года является членом Конгресса депутатов Испании. В 2017 году временно занимал должность пресс-секретаря фракции ИСРП.